# Râul Șovățul Mare
Șovățul Mare este un râu din Republica Moldova, afluent stâng al râului Șovățul Mic. Versanții sunt asimetrici, cei din stânga sunt mai abrupți și dezmembrați. Albia are o lățime de 1-7 km, adâncimea - 0,1-0,4 m, viteza râului este de 0,1-0,3 m/s. În anii secetoși, sectoarele superioare seacă.